# Димитър Доямов
Димитър Христов Доямов, известен като Бика или Биката (на гръцки: Δημήτριος Δογιάμας, Димитриос Доямас или Μήτρος Δογιάμα, Митрос Дояма или καπετάν Μπήκας, капитан Бикас), e гъркомански деец, предводител на гръцка андартска чета в Македония, ренегат от Вътрешната македоно-одринска революционна организация.

## Биография
Димитър Доямов е роден в семейството на Христо и Гиля (Ангелики) Доямови в гумендженското село Баровица, което тогава е в Османската империя, днес Кастанери, Гърция. Знае да пише и на български и на гръцки език. Траян има трима братя - Гоно (Гонос), Траян (Траянос) и Лазар (Лазарос), както и сестра Мария. Турците арестуват Гоно и Димитър, след като Лазар и Траян минават нелегалност и се включват във въоръжена чета, но успяват да избягат и се присъединяват към другите двама братя.
След създалия се конфликт между Апостол войвода и Иван Карасулийски през 1902 година на ниво вътрешни и върховисти, братя Доямови се отцепват и създават собствена чета.
Четата е разположена в Паяк планина и се занимава с разбойничество, докато през 1905 година не създава връзка с андартската чета на Михаил Мораитис. След убийството на последния братята организират новата чета на гръцката пропаганда в района. Димитър Доямов участва в чести сражения с чети на ВМОРО в района на Паяк и в Ениджевардарското езеро. През 1906 година разширява дейността си в Гевгелийско, с помощта на Христо Дельов. След убийството на ага Кьосе Емин в Енидже Вардар, групата на братя Доямови е разбита. Четата на Гоно и Димитър Доямови през 1907 година води последователно сражения с четите на Борис от Саракиново (Μπόρις Σαρακίνωφ) през март месец, с подвойводата на Апостол войвода Христо Танчев кехая (Χρήστο Τάντση Κεχαγιά) през юли месец, както и с четата на самия Апостол войвода през ноември в Крива. В същото време е подпомогмат от ръководителя на гръцката пропаганда в Гумендже Ангелос Сакелариу.
През 1908 година четата му се състои от гъркомани от селата Крива, Баровица, Църна река, Боймица и Дъбово. Продължава да стои в нелегалност и след Младотурската революция от юли 1908 година.
Димитър Доямов участва като доброволец в гръцката армия през Балканската и Междусъюзническата война през 1912-1913 година. Убит е от местни българи през 1936 година. Присъдени са му медали от Кралство Гърция, като признание за активната му дейност. По време на окупацията на Гърция от страна на силите на Оста синовете му Лазарос и Евангелос се включват в националната съпротива на Общогръцката освободителна организация (ПАО) и ЕДЕС. Убити са в сражение край Кукуш с части на комунистическата съпротива ЕЛАС през 1944 година.